# Nysson niger
Nysson niger är en stekelart som beskrevs av Chevrier 1868. Nysson niger ingår i släktet Nysson, och familjen Crabronidae. Arten är reproducerande i Sverige.